# Kaiman (Schiff)

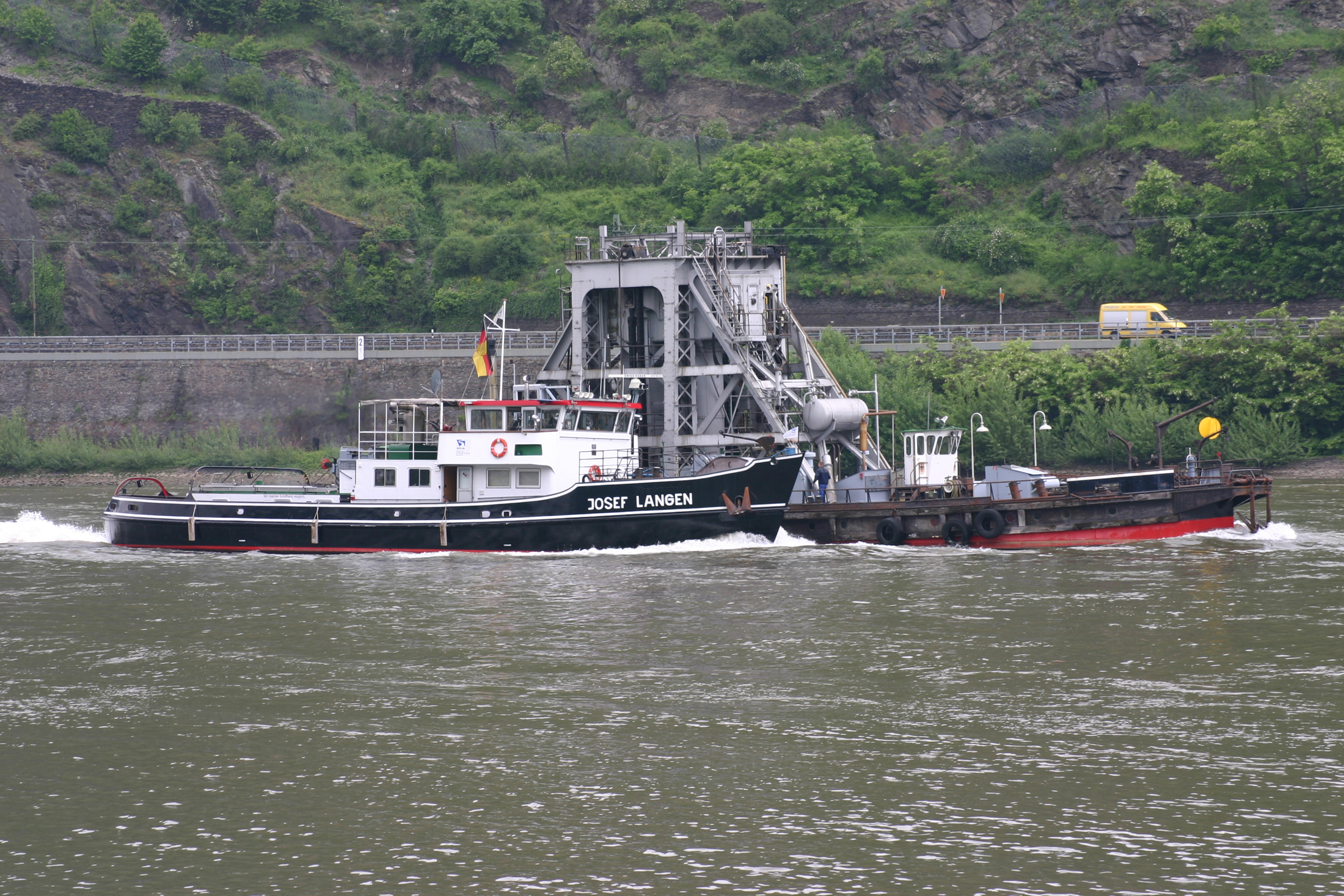
Kaiman wird verlegt

Der Taucherschacht Kaiman wurde 1892 von der Maschinenfabrik Hanner & Comp in Duisburg für die Königliche Rheinstrom-Bauverwaltung gebaut. Bei seiner Indienststellung als Taucherschacht V wurde er auf den Namen Kaiser Wilhelm getauft. Ein Schwesterschiff war der 1890 gebaute Taucherschacht IV Krokodil. Das Schiff unterstand zuletzt dem WSA Bingen.

## Daten
Das Schiff ist 44,50 m lang, 9,33 m breit und hat einen Tiefgang von 1,50 m. Mittschiffs ist das Hubgerüst für die Taucherglocke, die bis in acht Meter Tiefe abgesenkt werden kann. Die Gesamthöhe beträgt 14,30 Meter über dem Wasserspiegel. Da das Schiff über keinen eigenen Antrieb verfügt, muss es zum jeweiligen Einsatzort geschleppt werden. Zur Verankerung dienen je zwei Anker vorn, seitlich und achtern, die gesamte Kettenlänge ist zwei Kilometer. Zum Antrieb der Winden, der Taucherglocke und der Kompressoren war zu Beginn eine Dampfmaschine eingebaut, die 1960 durch Dieselmotoren ersetzt wurde. Die Taucherglocke hat eine Grundfläche von vier mal sieben Meter.

## Aufgaben
Der Taucherschacht wurde auf dem Rhein von Köln bis Karlsruhe zu Arbeiten auf der Flusssohle eingesetzt. Dazu gehörte die Beseitigung von Hindernissen, Bergung von verlorenen Ankern, die Befestigung von Bojenankern sowie deren regelmäßige Kontrolle. Weiterhin wurden Bodenproben für die Bundesanstalt für Gewässerkunde genommen.

## Verbleib
Nach über 100 Jahren wurde der Kaiman 2006 außer Dienst gestellt und sollte verschrottet werden. Die Denkmalgesellschaft Bingen am Rhein hat sich für den Erhalt als technisches Denkmal eingesetzt. Ab 2010 lag das Schiff zunächst im Hafen Wiesbaden-Schierstein, bevor es zum heutigen Liegeort, der Meidericher Schiffswerft in Duisburg gebracht wurde.